# Vladimir Michajlovič Smirnov
Vladimir Michajlovich Smirnov (in russo Влади́мир Миха́йлович Смирно́в?; 1887 – Mosca, 26 maggio 1937) è stato un rivoluzionario e politico russo, membro del partito bolscevico fin dal 1907. Venne processato e condannato a morte nel periodo delle Grandi purghe.

## Biografia
Smirnov, spesso associato a Nikolaj Bucharin, fu un commissario politico nell'Armata Rossa vicino all'ala sinistra del Partito Socialista Rivoluzionario, ed era il portavoce principale dell'opposizione militare del 1919. Membro della redazione di Kommunist, l'organo del partito a Pietrogrado, anni prima della Rivoluzione d'ottobre, egli fu un convinto sostenitore di un maggiore coinvolgimento militante dei membri del partito.
Divenne il direttore finanziario dell'organizzazione del Consiglio dei commissari del popolo, che esercitava ampi poteri nella zona di Mosca, anche se detta carica venne abolita nel giugno 1918. I tentativi di Smirnov di creare simili organizzazioni ebbero vita breve. I primi dissidi con Lenin si ebbero nel 1917. La fazione di sinistra capeggiata da Smirnov inizialmente aveva la maggioranza nel Consiglio e Lenin era costretto a tenere in conto la sua posizione.

### 1919
Nel corso dell'VIII Congresso del Partito Comunista Russo, Smirnov apparve in qualità di delegato della 5ª Armata. Il 20 marzo 1919, egli tenne un discorso al Congresso in favore dell'utilizzo di ex-ufficiali zaristi all'interno dell'Armata Rossa, rispondendo alle accuse di Grigorij Sokol'nikov che si opponeva all'impiego di detti ufficiali, considerandoli compromessi con il vecchio regime.
Smirnov indicò nella figura del "commissario del popolo" come parte integrante dell'esercito, il metodo di controllo e sorveglianza sulla lealtà degli ufficiali del vecchio regime. Questa preferenza per la cosiddetta "politicizzazione" dell'Armata Rossa era condivisa dall'opposizione del Partito Socialista Rivoluzionario, ma ampiamente contestata da Trockij, che nel 1919 esercitava pieno controllo sull'esercito. Ma nell'aprile 1919, la Commissione Centrale del Partito Bolscevico nominò Smirnov primo organizzatore dei volontari in supporto all'Armata Rossa nella Guerra civile russa.

### Opposizione, prigione e morte
Nel 1923 egli fu tra quanti firmarono la "Dichiarazione dei 46". Nel 1926 Smirnov, insieme a Timofei Sapronov, formò il "gruppo dei 15", che si unì all'opposizione capeggiata da Trockij, Zinov'ev e Kamenev. Furono tutti espulsi dal Partito Comunista durante il XV Congresso nel dicembre 1927. Successivamente, il 31 dicembre 1927, Smirnov venne arrestato e condannato all'esilio per un periodo di tre anni. Il 29 gennaio 1930, venne nuovamente condannato a tre anni di carcere. Il 10 novembre 1932, la condanna fu estesa ad ulteriori due anni. E il 4 novembre 1934, venne infine inviato per tre anni in Siberia.
A seguito dell'assassinio di Kirov, nel marzo 1935, Smirnov fu arrestato ancora e per decisione speciale della NKVD, a partire dal 22 maggio 1935, imprigionato nuovamente per altri tre anni. All'inizio del 1937, mentre si trovava nella prigione speciale di Suzdal, Smirnov inviò delle lettere a Nikolaj Ivanovič Ežov, Commissario del Popolo per gli Affari Interni, protestando contro la sua detenzione. Il 20 aprile dello stesso anno, egli fu trasferito a Mosca e, il 26 maggio 1937, il Collegio Militare della Corte Suprema dell'URSS presieduta da V. Ulrich lo condannò a morte per aver preso parte ad organizzazioni terroriste controrivoluzionarie. Smirnov venne fucilato il giorno stesso della sentenza, diventando una vittima delle "Grandi purghe".
Il 16 novembre 1960 Smirnov fu riabilitato, ma non lo fu completamente fino al 1990.